# Chytrý televizor

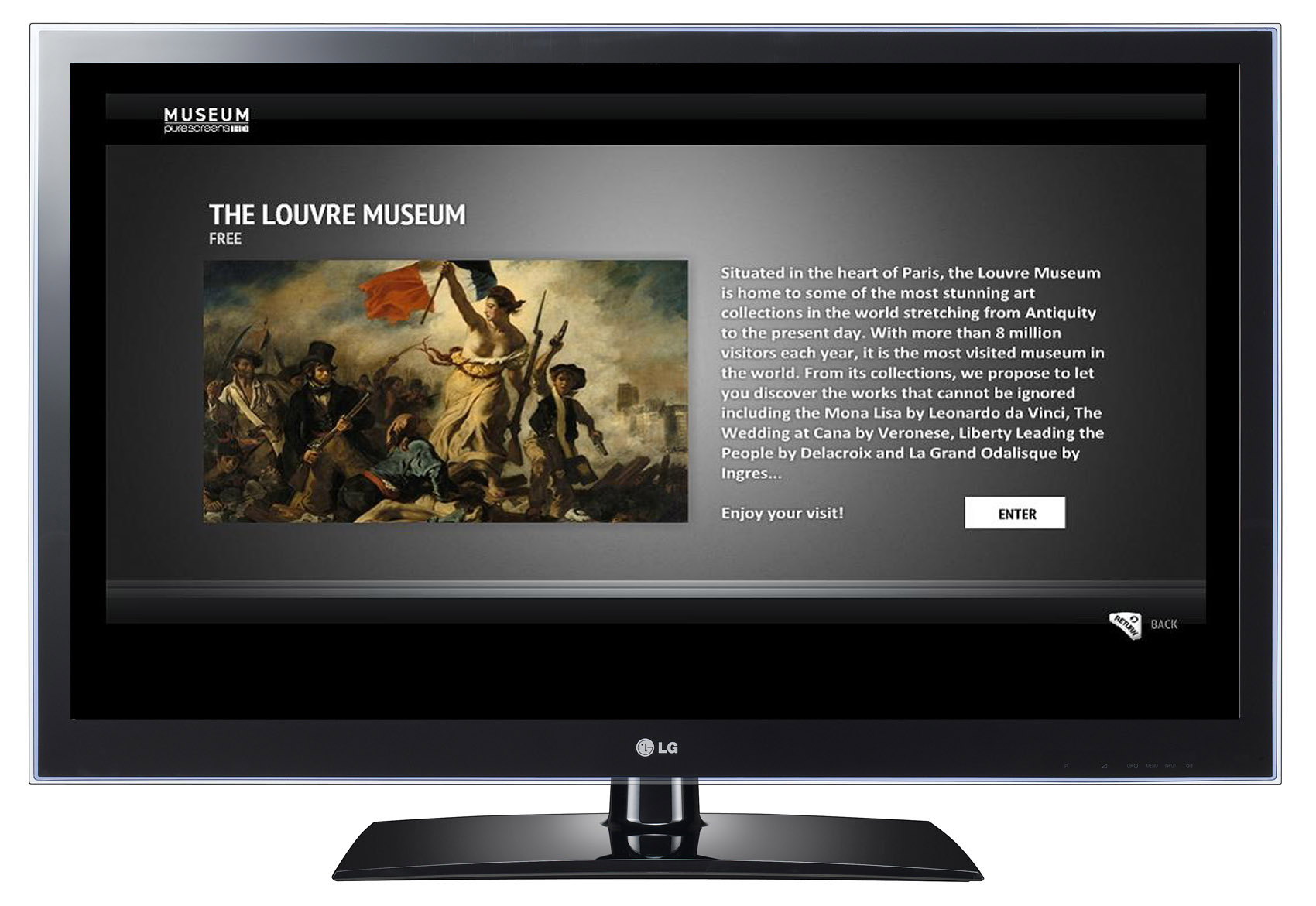
Chytrý televizor značky LG

Chytrý televizor (označovaný i jako smart TV) je druh televizoru, který je proti standardnímu televizoru vybaven funkcemi, které z televizoru učiní interaktivní nástroj. Na rozdíl od klasického televizoru, u kterého nemají diváci na obsah a čas vysílání žádný vliv, si v případě chytrého televizoru může divák vybrat, co a kdy chce sledovat. K tomu je ale potřeba, aby chytrý televizor byl připojen k internetu pomocí připojení s vysokou rychlostí. Potom může shromažďovat údaje o uživatelích.
Chytrý televizor je vybavený operačním systémem a stává se ve své podstatě počítačem. V počátcích vzniku chytrých televizorů si různí výrobci zvolili různé operační systémy:
- Apple TV[3] a Apple TV+[4] (Apple)
- Android TV (Google)[5]
- WebOS (LG)
- Firefox OS (Panasonic)
- Tizen (Samsung)
- Android (Philips, Sharp, Sony)[6]

Protože chytrý televizor je počítač, kromě užitečného softwaru v něm může objevit malware. Existují například falešné aplikace obsahují adware či malware, nebo mají phishingovou podobu. Pro chytré televizory existuje i ransomware, který televizor v podstatě zablokuje.

## Zajímavosti
- Část lidí si chytrý televizor nepřipojí k internetu, protože se jim na dálkovém ovladači nechce zadávat heslo k Wifi.[6]